# Цой Мин Хо (футболист)
Цой Мин Хо (кор. 최명호, 3 июля 1988) — северокорейский футболист, полузащитник камбоджийского клуба «Висакха». Выступал за юношескую сборную КНДР.

## Биография
Цой Мин Хо родился и вырос в Пхеньяне. Мать — бывшая учительница. Отец преподаёт в университете. Младшая сестра служит в Народной армии КНДР.

### Клубная карьера
До перехода в «Крылья Советов» играл в северокорейском первенстве за команду «Кёнггонгоп», представляющую Министерство лёгкой промышленности страны. В 2006 году перешёл в «Крылья» вместе с земляком Ри Кван Мин.
27 июня 2007 года дебютировал в основном составе «Крыльев» в матче 1/16 Кубка России с «КАМАЗом». 2 мая 2008 года дебютировал в чемпионате России в матче 8-го тура с командой «Амкар», завершившемся победой самарцев 2:0. После выхода Цоя на поле на последних минутах матча в составе «Крыльев» одновременно играли футболисты Северной и Южной Кореи (О Бом Сок). В итоге эти две игры за основной состав «Крыльев» остались для Цоя единственными; за дублирующий состав «Крыльев» он провёл в 2006—2008 гг. 39 матчей, в которых забил 7 голов. В заявке «Крыльев» на чемпионат России 2009 года Цой не числился.
В 2016 году вместе с Ким Гён Хоном перешёл в клуб Метфон С-Лиги «Нэшнл Дифенс Министри», где со старта чемпионата стал одним из лидеров команды и лучших бомбардиров. Был включён в сборную игроков Камбоджийской лиги. По итогам сезона стал серебряным призёром и вторым бомбардиром чемпионата Камбоджи, забив 19 голов в 17 матчах.

### Карьера в сборной
В составе юношеской сборной КНДР участвовал в чемпионате мира для игроков до 17 лет 2005 года, где забил три мяча в четырёх играх, и в чемпионате АФК для игроков до 17 лет 2006 года, в котором его команда дошла до финала. В 2010 году в составе олимпийской сборной участвовал в Азиатских играх.
В национальной сборной дебютировал 31 июля 2008 года в матче Азиатского Кубка вызова против Шри-Ланки, со своей командой стал бронзовым призёром данного турнира. На следующем Азиатском Кубке вызова, в 2010 году стал победителем и забил два гола в двух сыгранных матчах. Первый гол забил 19 февраля 2010 года в ворота сборной Кыргызстана. В 2011 году сыграл один матч в финальном турнире Кубка Азии. C декабря 2012 года в сборную не вызывается.

## Достижения
- Лучший молодой футболист Азии 2005 года
- Обладатель приза ФИФА «Star of the Future»